# Centro Deportivo Olmedo
Il Centro Deportivo Olmedo è una società calcistica con sede a Riobamba in Ecuador.
Fondato nel 1919 il club milita in Segunda Categoría.

## Rosa 2020
| N. |                               | Ruolo | Calciatore          |
| -- | ----------------------------- | ----- | ------------------- |
| 1  | Uruguay (bandiera)            | P     | Javier Irazún       |
| 2  | Ecuador (bandiera)            | D     | Fabrício Bagüí      |
| 3  | Ecuador (bandiera)            | D     | Santiago Mallitasig |
| 5  | Ecuador (bandiera)            | C     | Michael Chalá       |
| 6  | Argentina (bandiera)          | D     | Oscar Sainz         |
| 7  | Ecuador (bandiera)            | C     | Marco Posligua      |
| 8  | Ecuador (bandiera)            | C     | Jean Estacio        |
| 9  | Venezuela (bandiera)          | A     | Carlos Espinoza     |
| 10 | Ecuador (bandiera)            | A     | Luis Bolaños        |
| 11 | Ecuador (bandiera)            | C     | Luis Moreira        |
| 12 | Ecuador (bandiera)            | C     | Washington Pluas    |
| 13 | Ecuador (bandiera)            | C     | Joao Paredes        |
| 17 | Ecuador (bandiera)            | A     | Marcos Romero       |
| 18 | Ecuador (bandiera)            | D     | Miguel Segura       |
| 23 | Guinea Equatoriale (bandiera) | D     | Jimmy Bermúdez      |
| 24 | Ecuador (bandiera)            | P     | Gabriel Cevallos    |
| 25 | Ecuador (bandiera)            | D     | Marco Montaño       |

| N. |                      | Ruolo | Calciatore          |
| -- | -------------------- | ----- | ------------------- |
| 26 | Ecuador (bandiera)   | D     | Jeison Domínguez    |
| 27 | Ecuador (bandiera)   | D     | Gorman Estacio      |
| 30 | Ecuador (bandiera)   | P     | Andrés Quiñónez     |
| 32 | Ecuador (bandiera)   | C     | Jesi Godoy          |
| 35 | Ecuador (bandiera)   | A     | Daniel Porozo       |
| 37 | Ecuador (bandiera)   | C     | Bagner Delgado      |
| 40 | Ecuador (bandiera)   | C     | Willian Cevallos    |
| 45 | Ecuador (bandiera)   | C     | Kevin Mina          |
|    | Ecuador (bandiera)   | C     | José Mina           |
|    | Colombia (bandiera)  | C     | Eisner Loboa        |
|    | Ecuador (bandiera)   | C     | Jahir Angulo        |
|    | Argentina (bandiera) | C     | Facundo Affranchino |
|    | Cile (bandiera)      | C     | Jason Silva         |
|    | Argentina (bandiera) | A     | Patricio Vidal      |
|    | Ecuador (bandiera)   | A     | Byron Mina          |
|    | Argentina (bandiera) | A     | Jorge Detona        |
|    | Ecuador (bandiera)   | A     | Daniel Porozo       |

## Palmarès

### Competizioni nazionali
- Campionato ecuadoriano: 1

2000
- Serie B: 3

1994, 2003, 2013
- Segunda Categoría: 1

1993

### Altri piazzamenti
- Campionato ecuadoriano:

Secondo posto: 2004
Terzo posto: 2001, Apertura 2006, 2007
- Serie B:

Secondo posto: 1971